# Byggnadsteknik (LiTH)
Byggnadsteknik (Bi) är en utbildning vid Linköpings tekniska högskola. Utbildningen är treårig (180 hp) och resulterar i en högskoleingenjörsexamen i byggnadsteknik. Utbildningen startades 1990 och är förlagd på Campus Norrköping. Sedan hösten 2022 finns påbyggnad på utbildningen i form av Masterprogram i digitaliserat byggande. 

## Utbildning
Utbildningen har följande upplägg: